# 최화정
최화정(한국 한자: 崔化精, 1961년 2월 10일~ )은 대한민국의 배우, 방송인이다.

## 생애
1979년 TBC 동양방송 공채 탤런트 21기로 데뷔하였다.

## 학력
- 진명여자고등학교 졸업 (1979년)

## 경력
- 2003년 ~ 마리프랑스 바디라인 홍보대사
- 2009년 제27회 전국연극제 홍보대사
- 2012년 ~ 캘리포니아 아몬드협회 홍보대사
- 2013년 민트병원 홍보대사
- 《플라워홈쇼핑》 대표

## 수상 목록
- 1993년 동아연극대상 여자 연기상
- 2008년 SBS 연예대상 라디오 DJ상
- 2006년 Voice of SBS상
- 2009년 코리아 브랜드 컨퍼런스 라디오 DJ 부문 1위
- 2019년 제31회 한국PD대상 라디오 진행자부문 출연자상
- 2020년 SBS 연예대상 레전드 특별상 (최화정의 파워타임)

## 연기/방송 분야 활동

### 텔레비전 드라마
- 《잃어버린 겨울》 (TBC)
- 《TV 문학관 - 휴가연습》 (KBS 1TV)
- 《청춘행진곡》 (KBS 2TV)
- 《고교생 일기》 (KBS 1TV)
- 《아무도 없었던 여름》 (KBS 2TV)
- 《방랑자》(KBS 2TV)
- 《광장》 (KBS 1TV)
- 《그러게 말야》 (KBS 2TV)
- 《사랑》 (KBS 1TV)
- 《푸른 해바라기》 (KBS 1TV)
- 《제7병동》(KBS 2TV)
- 《13세의 봄》(KBS 1TV)
- 《어린이날 특집극 - 초대받지 않은 여행》 (MBC TV) - 장희선 역
- 《당신의 축배》 (MBC TV)
- 《겨울 나그네》 (KBS 2TV)
- 《바람꽃은 시들지 않는다》 (KBS 1TV)
- 《풍객》 (KBS 2TV)
- 《대원군》 (MBC TV)
- 《드라마게임 - 명마》 (KBS 2TV) - 은혜 역
- 《대추나무 사랑걸렸네》(KBS 2TV) - 안팽순 역
- 《두려움 없는 사랑》 (SBS TV)
- 《저린 손 끝》 (KBS 2TV)
- 《사랑은 생방송》 (SBS TV)
- 《행복》 (MBC TV)
- 《청춘시트콤 남자 셋 여자 셋》 (MBC)
- 《사랑밖엔 난 몰라》 (MBC TV)
- 《호텔리어》 (MBC TV) - 이순정 역
- 《거침없이 하이킥!》 (MBC TV) - 범의 어머니 역
- 《김수로》 (MBC TV) - 녹사단 역
- 《따뜻한 말 한마디》 (SBS TV)
- 《최고의 사랑》 (MBC TV) - 문 대표 역
- 《참 좋은 시절》 (KBS 2TV) - 하영춘 역
- 《질투의 화신》 (SBS TV) - 김태라 역
- 《최고의 한방》 (KBS 2TV) - 최화정 역
- 《사랑의 온도》 (SBS TV) - 이들래 역 (특별출연)
- 《라이프 온 마스》 (OCN)
- 《스틸러 : 일곱 개의 조선통보》 (tvN) - 이춘자 역

### 영화
- 《이브의 체험》 (1985)
- 《몸 전체로 사랑을》 (1986)
- 《겨울 나그네》 (1986)
- 《다섯 사람들》 (1987)
- 《한쪽날개의 천사》 (1987)
- 《매춘》 (1988)
- 《여자 세상-고아라》 (1988)
- 《넝쿨 속의 히아신스-다비 언니》 (1992)
- 《지금은맞고그때는틀리다》 (2015)
- 《찬실이는 복도 많지》 (2020) - 박 대표 역 (특별출연)

### 연극
- 《리타 길들이기》 (1991년 초연, 1994년, 2008년 재연)

### 뮤지컬
- 《메노포즈》

### 라디오 프로그램 (진행, 출연)
- 《당신이 최고》 (KBS 제2라디오)
- 《활기찬 새 아침》 (KBS 제2라디오)
- 《12시에 만납시다》 (CBS 음악FM)
- 《최화정의 가요광장》 (KBS 제2FM)
- 《최화정의 파워타임》 (SBS 파워FM) (2024년 6월 2일 하차)
- 《만화열전 - 레드문》 (MBC) - 해설
- 《책 읽는 라디오 낭독 시리즈》 (EBS FM, 2016년)

### TV 프로그램
- 《한선교, 최화정의 열린 아침》 (MBC)
- 《최화정의 맛있는 이야기》 (MBC TV)
- 《우리는 여고 동창》 (SBS TV)
- 《최화정, 김원희의 3일간의 사랑》 (iTV 인천방송)
- 《최화정 주영훈의 D-day》 (MBC TV)
- 《체인징유》 (SBS TV)
- 《푸드 에세이》 (올리브 네트워크)
- 《삼색녀 토크쇼》 (MBC 드라마넷)
- 《이브와 아담》 (GTV)
- 《최화정의 음악 이야기》 (GTV)
- 《김승우의 승승장구》 (KBS 2TV)
- 《MBC 스페셜 곰배령의 여름》 (MBC)
- 《한가위 스페셜 곰배령 이야기》 (MBC)
- 《젊음의 행진》 (KBS 2TV)
- 《최화정쇼》 (CJ오쇼핑)
- 《개밥 주는 남자》 (채널A)
- 《연애의 참견》 (KBS JOY)
- 《밥블레스유》 (OLIVE)
- 《연애의 맛》 (TV조선)
- 《여자 플러스 3》 (SBS Plus)
- 《다시 뜨거워지고 싶은 애로부부》 (채널A)
- 《유 퀴즈 온 더 블럭》 (tvN)
- 《미운 우리 새끼》 (SBS)

## CF
- 1981년 동양제과 오리온 밀크캬라멜
- 1989년 옥시레킷벤키저 옥시크린
- 1989년 옥시레킷벤키저 물먹는 하마
- 1994년 해태제과 고향만두 (with 정성모)
- 1995년 삼성전자 마이팩스 - 탤런트 조형기와 공동 출연
- 1996년 애경산업 팍스
- 1996년 인켈 바텔 미니폰900
- 1996년 애경산업 크리어
- 1996년 삼성물산 빌트모아
- 1996년 JW중외제약 훼럼메이트
- 1997년 한국3M 후레쉬렙 - 내레이션
- 1998년 동서타일 위생도기
- 1998년 시공사
- 1999년 소담출판사 너에게 변두리를 보낸다
- 1999년 올바른사람들 원샷 시스템 다이어트
- 1999년 린나이코리아 컨백션오븐
- 2000년/2004년 한국존슨 지퍼락(내레이션&fest.이현우)
- 2000년 LG전자 LG 김장독
- 2000년 에쓰오일 모아모아 DO
- 2000년 이베스트투자증권 (fest.내레이션:오지명)
- 2000년 아모레퍼시픽 데일리솝트리
- 2001년 한국피앤지 조이 - 방송인 이경규와 함께 출연
- 2002년 아모레퍼시픽 메디안크리닉
- 2002년 ~ 2005년 호주청정우
- 2003년 동국제약 복합마데카솔
- 2004년 두산 청주
- 2005년 뉴코아아울렛 (Fest.이혜영)
- 2005년 SK TELECOM 현대생활백서(Fest,내레이션;이문세, 차범근)
- 2006년 해태음료 빼어날 수
- 2007년 AIA생명 꼭하나 의료보험
- 2007년 도미노피자 리코솔레 피자(fest.이현우)
- 2008년 동서식품 맥심 1/2 칼로리 커피믹스(Fest.이나영)
- 2010년 LG유플러스 온국민은 YO(fest.이덕화)
- 2011년 랑콤 비지오네르
- 2012년 삼성전자 버블샷2(Fest.한가인, 김유정)
- 2012년 ~ 2013년 메리케이
- 2013년 롯데리아 와일드 쉬림프 버거
- 2013년 가누다
- 2014년 ~ 2015년 피자알볼로
- 2018년 CJ제일제당 백설 스위트리
- 2019년 잇츠한불 플라멜엠디
- 2019년 롯데제과 퀘이커 오트
- 2020년 공익광고협의회 외출생활백신 (내레이션)
- 2025년 오뚜기 진비빔면

## 음반

### 참여 음반
- 《KBS DJ 13인의 노래 모음 - 우리노래 어때요》(1987년)
- 《신인스타들의 행진》
- 《Radio Stars: Prontier Vol.1》(2007년)